# Brand Extension
La Brand Extension è stato un importante avvenimento nella storia della WWE che ha portato, nel marzo del 2002 e nel luglio del 2016, alla suddivisione del parco lottatori in due diversi roster, ognuno dei quali associato agli show principali della federazione (Raw e SmackDown).
Nel giugno del 2006 si aggiunse un terzo roster, quella della rinata ECW, che però venne abbandonato nel marzo del 2010.

## Storia
Il 19 novembre 2001, nella puntata di Raw successiva a Survivor Series, Ric Flair fece il suo ritorno nella World Wrestling Federation dopo otto anni, annunciando di esserne diventato il proprietario al 50% dopo aver acquisito le azioni da Shane e Stephanie McMahon (kayfabe). Vince McMahon non accettò l'idea di dividere la sua federazione con Flair e studiò quindi un piano per annullare questa collaborazione forzata.
Il 18 marzo 2002 Linda McMahon annunciò l'inizio della Brand Extension, ognuno dei quali associato agli show principali della federazione (Raw e SmackDown), con Ric Flair a capo di Raw e Vince McMahon a capo di SmackDown. La settimana successiva si tenne il primo draft nella storia del wrestling professionistico: i due proprietari scelsero trenta lottatori che avrebbero fatto parte, in esclusiva, del loro show.
Dopo aver iniziato un feud con The Undertaker, il Nature Boy si preparò a disputare un match contro il Deadman a WrestleMania X8; il consiglio di amministrazione della WWF pose però un veto: avrebbe permesso a Flair di lottare solo se avesse restituito il totale controllo dello show a McMahon, cosa che egli fece.
Il sistema della Brand extension fu soppresso il 29 agosto 2011, con la nascita del nuovo Raw SuperShow, tuttavia tornò in vigore a partire dalla puntata di SmackDown del 19 luglio 2016 con il nome Draft WWE.

## Edizioni
| Anno            | Data           | Prima scelta | Prima scelta |
| Anno            | Data           | Wrestler     | Scelto da    |
| --------------- | -------------- | ------------ | ------------ |
| 2002 (Dettagli) | 25 marzo 2002  | The Rock     | SmackDown    |
| 2016 (Dettagli) | 19 luglio 2016 | Seth Rollins | Raw          |

## Conseguenze

### Pay-per-view esclusivi
Inizialmente le interazioni tra i wrestler di Raw e quelli di SmackDown furono evitate il più possibile. L'unica occasione in cui entrambi i roster partecipavano allo stesso evento era nel corso dei pay-per-view; tuttavia nel 2003 la maggior parte di questi ultimi divennero esclusivi di un singolo show (fatta eccezione per Royal Rumble, WrestleMania, SummerSlam e Survivor Series, ovvero i cosiddetti Big Four).
A partire dall'autunno del 2006, nel tentativo di dare maggior risalto a tutti i wrestler, si assistette ad un aumento dei match tra i membri di Raw e SmackDown; inoltre, a partire dall'aprile del 2007 tutti gli eventi in pay-per-view divennero accessibili ad entrambi i roster.
Con la Brand Extension del 2016 la maggior parte dei pay-per-view (fatta eccezione per i Big Four) erano inizialmente esclusiva di un singolo show; tuttavia a partire dal maggio del 2018 sono stati aperti ad entrambi.

### Titoli esclusivi
Inizialmente il WWE Championship ed il Women's Championship furono resi disponibili per entrambi i roster, mentre gli altri titoli vennero assegnati in esclusiva allo show di cui il campione faceva parte.
Nel settembre del 2002 venne effettuata una prima modifica al regolamento, quando il WWE Championship divenne un'esclusiva di SmackDown; per sopperire alla mancanza di un titolo massimo, il general manager di Raw, Eric Bischoff, creò per il suo show il World Heavyweight Championship. Qualche tempo dopo SmackDown istituì le proprie cinture per la divisione tag team (WWE Tag Team Championship), riattivò lo United States Championship e prese in esclusiva il Cruiserweight Championship.
Nel frattempo Raw si assicurò l'esclusività del World Tag Team Championship, l'Intercontinental Championship ed il Women's Championship. In questo modo ogni roster possedeva quattro titoli ciascuno.
Nel giugno del 2006, la WWE decise di far rinascere la Extreme Championship Wrestling e affiancarla a Raw e SmackDown come nuovo brand, denominato semplicemente ECW; l'ECW World Heavyweight Championship fu l'unico titolo ad essere difeso in questo roster.